# Gaz Bar Blues
Pour plus de détails, voir Fiche technique et Distribution.
Gaz Bar Blues (Gaz Bar Blues) est un film québécois réalisé par Louis Bélanger, sorti le 27 août 2003.

## Synopsis
1989. François Brochu, propriétaire d'une station-service, peine à gérer ses relations avec ses fils, la criminalité montante du quartier où est situé son commerce et la maladie de Parkinson qui l'afflige. La survie de la station d'essence, où les habitués du quartier viennent flâner quotidiennement, est menacée à cause du désintérêt de ses fils envers l'entreprise familiale et de la concurrence des stations libre-service du quartier.

## Fiche technique
Source : IMDb et Films du Québec
- Titre original : Gaz Bar Blues
- Réalisation et scénario : Louis Bélanger
- Musique : Guy Bélanger et Claude Fradette
- Direction artistique : Jean-Pierre Paquet
- Conception visuelle : André-Line Beauparlant
- Costumes : Sophie Lefebvre
- Maquillage : Jessica Manzo
- Coiffure : Jean-François Marleau
- Photographie : Jean-Pierre St-Louis
- Son : Gilles Corbeil, Louis Collin, Hans Peter Strobl
- Montage : Lorraine Dufour
- Producteur : Lorraine Dufour
- Sociétés de production : Coop Vidéo de Montréal, Les Productions 23
- Société de distribution : Alliance Atlantis Vivafilm
- Pays d'origine :  Canada
- Langue originale : français
- Format : couleur, Dolby Digital, 35mm, format d'image 1.85:1
- Genre : comédie dramatique
- Durée : 115 minutes
- Dates de sortie :
  - Canada : 19 août 2003  (première - Festival des films du monde de Montréal (FFM))[2]
  - Canada : 5 septembre 2003  (sortie en salle au Québec)
  - Canada : 10 septembre 2003  (Festival international du film de Toronto (TIFF))
  - France : 3 avril 2004 Festival du film de Paris (en)
  - Canada : 27 avril 2004  (DVD)

Ce film fut interdit aux moins de 14 ans lors de sa sortie au Canada (anglais).

## Distribution
- Serge Thériault : François Brochu
- Gilles Renaud : Gaston Savard
- Sébastien Delorme : Réjean Brochu
- Danny Gilmore : Guy Brochu
- Maxime Dumontier : Alain Brochu
- Fanny Mallette : Nathalie Brochu
- Gaston Caron : Jos
- Gaston Lepage : Normand Patry
- Daniel Gadouas : Yves Michaud
- Claude Legault : Ti-Pit
- Réal Bossé : Nelson
- Yves Bélanger : Coyote
- Roger Léger : Claude Métivier
- Vincent Bilodeau : Mononc' Boivin
- Daniel Brière : Paul Gobeil, inspecteur de Champlain
- Daniel Rousse : Dan
- Marc Beaupré : Yoyo
- Emmanuel Bilodeau : Jocelyn
- Michel Mongeau : policier
- Daniel Desjardins : cantinier
- Sandrine Bisson : guichetière
- Bob Walsh : chanteur
- Mike Sawatzky : Peter, ami bassiste de Guy
- Jacques Bertrand : lecteur de nouvelles

## Récompenses et distinctions
- Festival de Paris Ile-de-France, Paris, Prix de la presse, 2004
- Festival des films du monde, Montréal, Grand prix du jury, 2003
- Prix Jutra, Prix du meilleur acteur (Serge Thériault), Prix de la meilleure musique